# 4 Szara Brygada Strzelców
4 Szara Brygada Strzelców – oddział piechoty Armii Ukraińskiej Republiki Ludowej.

## Formowanie i zmiany organizacyjne
W wyniku rozmów atamana Symona Petlury z naczelnikiem państwa i zarazem naczelnym wodzem wojsk polskich Józefem Piłsudskim prowadzonych w grudniu 1919, ten ostatni wyraził zgodę na tworzenie ukraińskich jednostek wojskowych w Polsce.
Brygada swój rodowód wywodzi się od Szarej Dywizji Sirożupannyków.
W grudniu 1919 z resztek 4 Szarej Dywizji Strzelców utworzono 4 zbiorczy pułk piechoty i przydzielono do nowo sformowanej Wołyńskiej Dywizji Zbiorczej. W jej składzie pułk wyruszył w I pochód zimowy, w czasie którego dołączyły do niego resztki 1. i 2. zbiorczych pułków piechoty.
Rozkaz dowódcy 2 Wołyńskiej Dywizji Strzelców nr 33 z 3 lipca 1920 nakazał przekształcić 4 Szary pułk strzelców w brygadę zgodnie z etatami z 25 lutego 1920. 20 lipca wydano rozkaz organizacyjny, na mocy którego 1. i 2. sotnie piechoty pułku zostały rozwinięte odpowiednio w 10. i 11. kurenie strzelców, a konna sotnia pułku i grupa karabinów maszynowych stały się teraz pododdziałami sztabowymi brygady. Pod koniec lipca w Tłustem do składu 4 Szarej Brygady Strzelców dołączył trzeci kureń strzelców sformowany we Włoszech z ukraińskich jeńców z armii austro-węgierskiej.
Rozkazem dowódcy dywizji nr 43 z 1 sierpnia „włoski” kureń otrzymał numer porządkowy 12.

W październiku Armia URL przeprowadziła mobilizację. W jej wyniku liczebność jej oddziałów znacznie wzrosła. W związku z podpisaniem przez Polskę układu o zawieszeniu broni na froncie przeciwbolszewickim, od 18 października  wojska ukraińskie zmuszone były prowadzić działania zbrojne samodzielnie.
W listopadzie, pod naporem wojsk sowieckich, brygada doznała dużych strat i przeszła na zachodni brzeg Zbrucza, gdzie została internowana przez Wojsko Polskie.
Rozkazem dowódcy 2 Wołyńskiej Dywizji Strzelców nr 77 z 24 listopada na bazie Szarej Brygady utworzono 4 Zbiorczą Brygadę Strzelców, do której włączono niedobitki wszystkich pozostałych jednostek piechoty zgrupowania. Dawne 10. i 11. kurenie strzelców połączono w 1 Szary kureń zbiorczy, a z „włoskiego” 12 kurenia oraz resztek 6 Brygady Strzelców utworzono 2 kureń zbiorczy.

## Struktura organizacyjna
Organizacja brygady w listopadzie 1920
- dowództwo i sztab
- samodzielna sotnia konna
- sotnia techniczna
- półsotnia warty polowej
- 10 „włoski” kureń strzelców
- 11 „włoski” kureń strzelców
- 12 „włoski” kureń strzelców

## Żołnierze oddziału
| Dowództwo jednostki           |                        |       |
| Stopień, imię i nazwisko      | Okres pełnienia służby | Uwagi |
| Dowódca brygady               |                        |       |
| płk Wołodymyr Szepel          | 3 VII – koniec wojny   |       |
| Szefowie sztabu               |                        |       |
| ppłk Anton Demkiw-Czajkiwskyj | 3 VII – 10 VIII        |       |
| sot. Wasyl Czabaniwskyj       | 10 VIII – 2 IX         |       |
| sot. Wasyl Prochoda           | 2 – 20 IX              |       |
| ppłk Ołeksandr Wołosewycz     | 24 IX – koniec wojny   |       |